# Jana Žitňanská
Jana Žitňanská (née le 14 mai 1974 à Bratislava) est une femme politique slovaque. Elle est membre du parti NOVA.
De 2014 à 2019, elle est élue députée européenne.